# Kallan, Malax
Kallan är ett skär i Finland. Det ligger i den ekonomiska regionen  Vasa  och landskapet Österbotten, i den västra delen av landet, 400 km nordväst om huvudstaden Helsingfors. På skäret står sedan 1885 fyren Strömmingsbådan.

## Historik
Markområdet på skäret ägs av Bergö skifteslag (samfällighet bestående av fastighetsägarna till mark på Bergö). Under 1980-talet lät Sjöfartsverket förstå att man önskade avyttra byggnaderna. I syfte att grunda en aktör som kunde ta över skötseln grundade 1989 samfunden Bergö Båtklubb r.f, Petalax Navigationsklubb r.f, Bergö Skifteslag, Bergö Fornminnesförening r.f. och Bergö fiskelag (samfällighet bestående av fastighetsägarna till fiskevattnen och havsbottnen kring Bergö) Strömmingsbådans Intresseförening r.f. Malax kommun köpte byggnaderna av Sjöfartsverket 1989 och överlät dessa åt intresseföreningen 1990. Brändö sjörhistoriska museum i Vasa åtog sig att förvalta sirénhuset.
25 mars 2013 beslutade Malax kommunstyrelse, på Wasa Segelförenings förslag och beredning, om att söka tillstånd vid Regionförvaltningsverket om att anlägga en djupsäkrad allmän lokal farled till Strömmingsbådan som skulle gå Söder om Gaddarna till fiskehamnen vid Ytterbådan på Bergö och förena till basfarleden närmare fastlandet. Bergö Fiskargille r.f. åtog sig att förvalta farleden. Farleden har förverkligats 2015 och införts i Trafikverkets register. Bergö Fiskargille återger, såsom aktör in Solrutten, farleden och inseglingsbeskrivningarna i detalj på Andelslaget Solruttens webbsidor. Farleden återges även i Trafikverkets F-sjökortsserie 2017.